# Comité de Relaciones Exteriores del Senado de los Estados Unidos

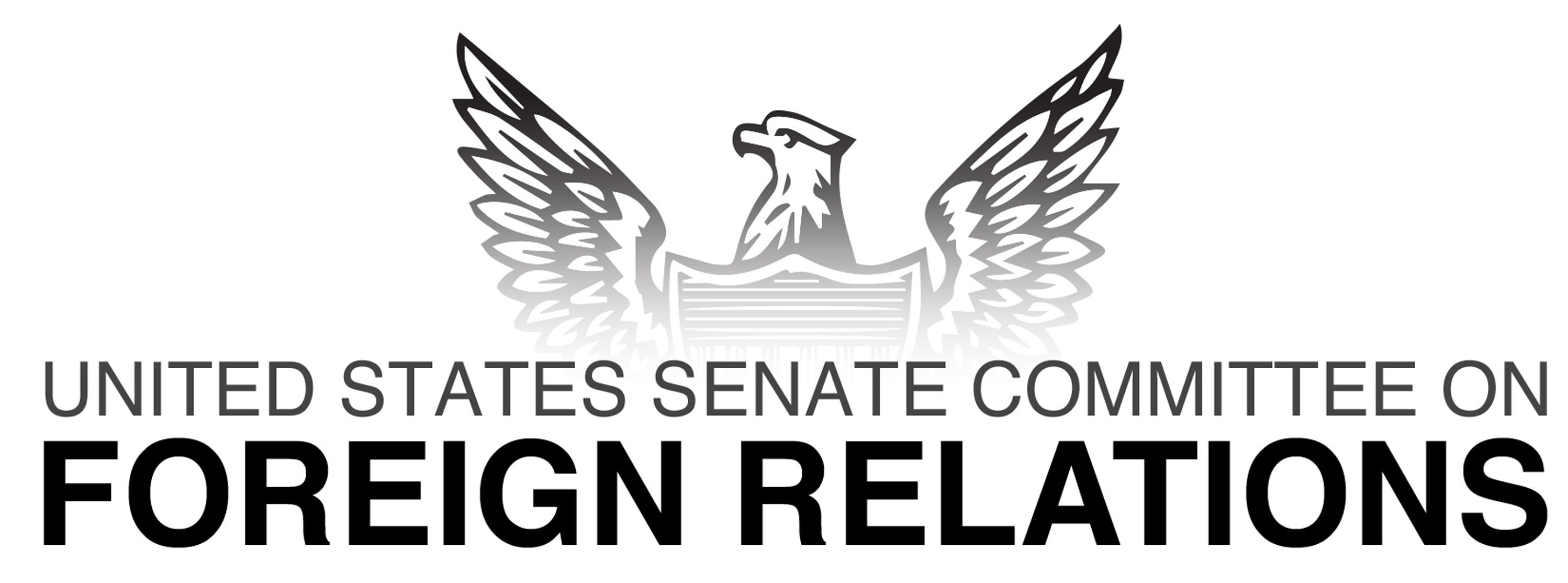
Logo del Comité de Relaciones Exteriores del Senado de los Estados Unidos

El Comité de Relaciones Exteriores del Senado de los Estados Unidos (en inglés: United States Senate Committee) es un comité permanente del Senado de los Estados Unidos. Se encarga de liderar la legislación y el debate de política exterior en el Senado. El Comité de Relaciones Exteriores es generalmente responsable de supervisar (pero no administrar) y financiar los programas de ayuda exterior, así como de financiar la venta de armas y la capacitación de los aliados nacionales. También es responsable de celebrar audiencias de confirmación para puestos de alto nivel en el Departamento de Estado. El comité ha considerado y debatido importantes tratados y leyes, desde la compra de Alaska en 1867 hasta el establecimiento de las Naciones Unidas en 1945. También tiene jurisdicción sobre todas las nominaciones diplomáticas. Junto con los comités de Finanzas y Judicial, el Comité de Relaciones Exteriores es uno de los más antiguos del Senado, y se remonta a la creación inicial de los comités en el año 1816. Su comité hermano en la Cámara de Representantes es el Comité de Asuntos Exteriores (rebautizado de Relaciones Internacionales por el 110.º Congreso en enero de 2007).

## Historia
Entre 1887 y 1907, el demócrata de Alabama John Tyler Morgan desempeñó un papel destacado en el comité. Morgan pidió un canal que uniera los océanos Atlántico y Pacífico a través de Nicaragua, ampliando la marina mercante y la Armada, y adquiriendo Hawái, Puerto Rico, Filipinas y Cuba. Esperaba que los mercados latinoamericanos y asiáticos se convirtieran en un nuevo mercado de exportación para el algodón, el carbón, el hierro y la madera de Alabama. El canal haría mucho más factible el comercio con el Pacífico y un ejército ampliado protegería ese nuevo comercio. Para 1905, la mayoría de sus sueños se habían hecho realidad, con el canal pasando por Panamá en vez de Nicaragua.
Durante la Segunda Guerra Mundial, el comité tomó la iniciativa de rechazar el aislacionismo tradicional y diseñar una nueva política exterior internacionalista basada en el supuesto de que las Naciones Unidas serían una fuerza mucho más eficaz que la vieja y desacreditada Sociedad de las Naciones ya existente. De especial preocupación fue la insistencia en que el Congreso juega un papel central en la política exterior de posguerra, en contraposición a su desconocimiento de las principales decisiones tomadas durante la guerra.

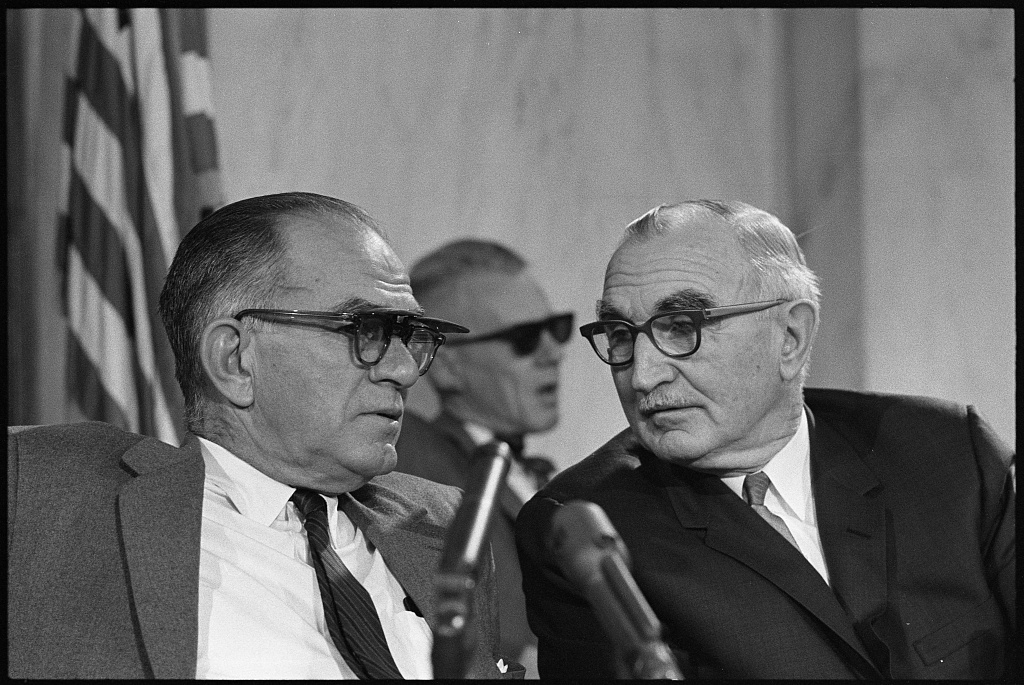
El presidente del comité, el senador J. William Fulbright (izquierda) con el senador Wayne Morse durante una audiencia sobre la guerra de Vietnam en 1966.

En 1966, a medida que aumentaban las tensiones por la guerra de Vietnam, el comité organizó audiencias sobre posibles relaciones con la China de Mao Zedong. Testigos, especialmente académicos especialistas en Asia Oriental, sugirieron al público estadounidense que era hora de adoptar una nueva política de contención sin aislamiento. Las audiencias indicaron que la opinión pública estadounidense hacia China se había alejado de la hostilidad hacia la cooperación. Las audiencias tuvieron un impacto a largo plazo cuando Richard Nixon asumió la presidencia, descartó la contención y comenzó una política de distensión con China. El problema seguía siendo cómo tratar simultáneamente con el gobierno chino en Taiwán después de que se concediera el reconocimiento formal al gobierno de Beijing. El comité redactó la Ley de Relaciones con Taiwán (EE. UU., 1979) que permitió a Estados Unidos mantener relaciones amistosas con Taiwán y desarrollar nuevas relaciones con China.
En respuesta a las críticas conservadoras de que el Departamento de Estado carecía de intransigentes, el presidente Ronald Reagan nominó en 1981 a Ernest W. Lefever como subsecretario de Estado. Lefever tuvo un desempeño deficiente en sus audiencias de confirmación y el Comité de Relaciones Exteriores del Senado rechazó su nominación por una diferencia de 4 a 13 votos, lo que llevó a Lefever a retirar su nombre. Elliot Abrams ocupó el puesto.
El senador republicano Jesse Helms, un fuerte conservador, fue presidente del comité a fines de la década de 1990. Impulsó la reforma de la ONU bloqueando el pago de las cuotas de membresía de Estados Unidos.